# Biserica Sfinții Trei Ierarhi din Genuneni

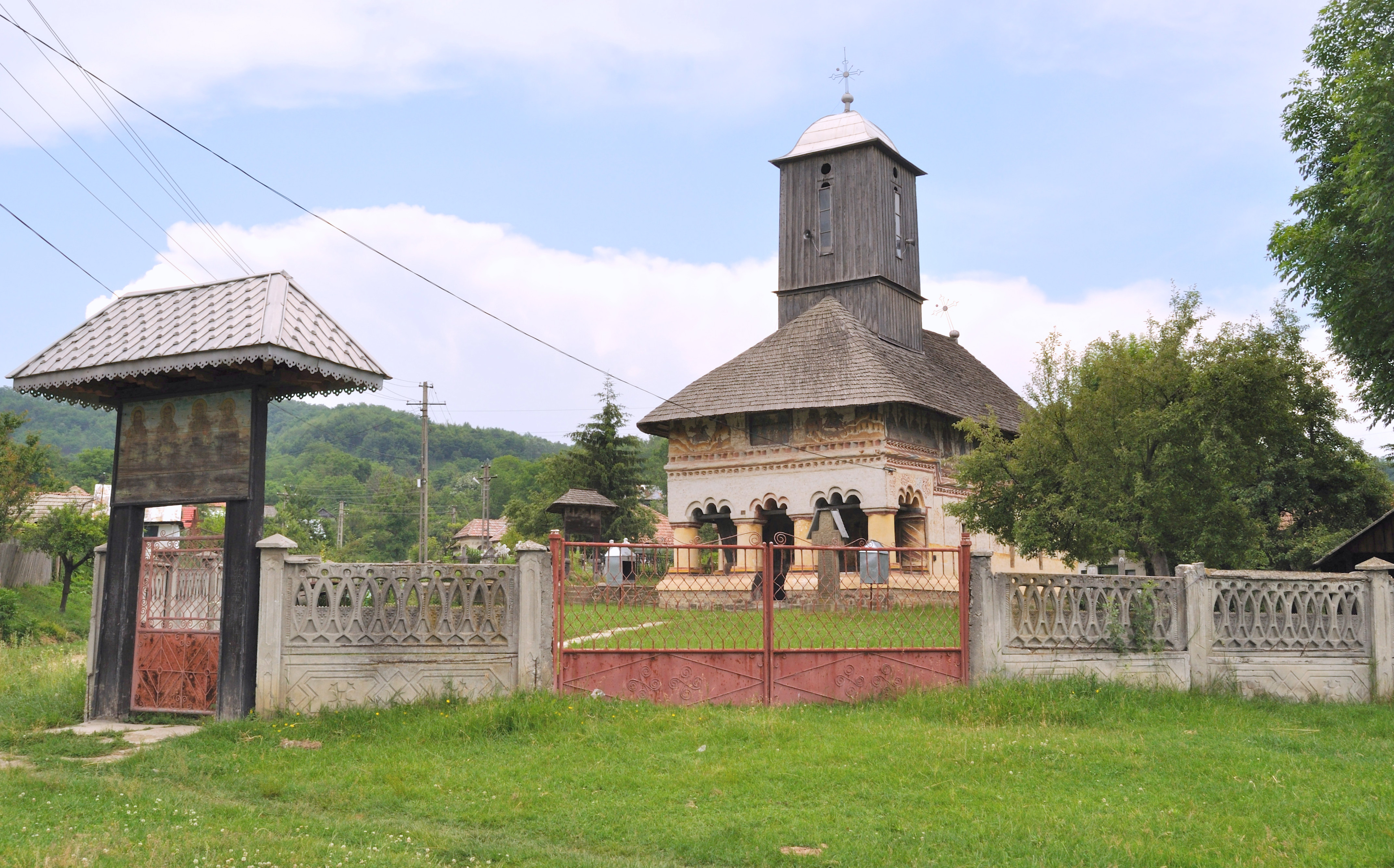
Biserica de zid cu hramul „Sfinții Trei Ierarhi” din Genuneni, foto: iunie 2010.

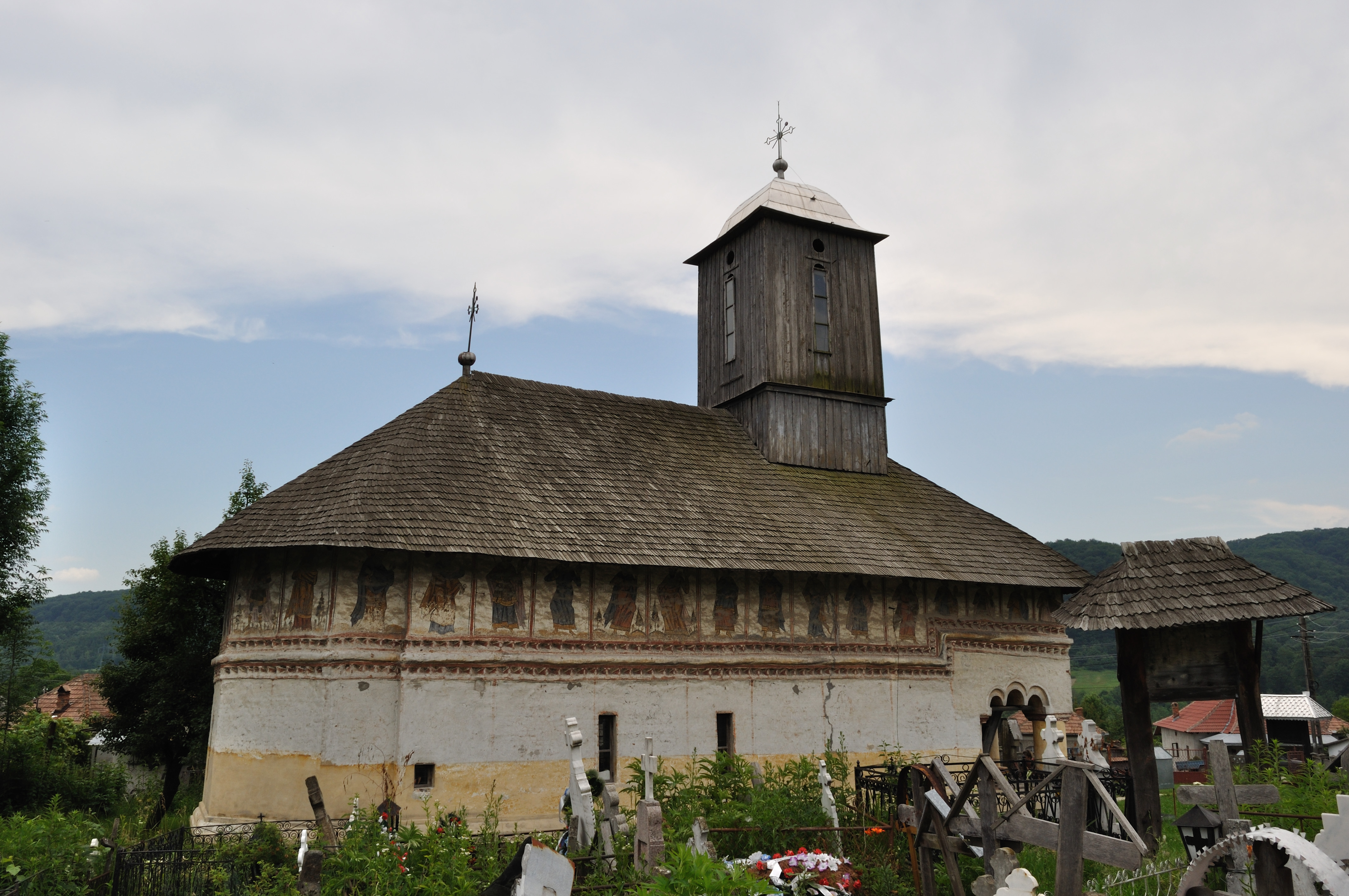
Biserica (nord)

Biserica de zid cu hramul „Sfinții Trei Ierarhi” din Genuneni, comuna Frâncești, județul Vâlcea, a fost construită în 1797. Biserica se află pe noua listă a monumentelor istorice sub codul LMI:  VL-II-m-B-09769.

## Istoric și trăsături
Biserica „Sfinții Trei Ierarhi" a fost ridicată la 1797, pe moșia lui Dimitrie Genuneanu, ctitori ai lăcașului de cult fiind arhimandritul Ștefan (fratele lui Dimitrie Genuneanu) și popa Matei Mănăstireanu. Biserica a fost pictată la 1801 de Dinu (Constantin) zugrav din Craiova (Dinu ot Craiova). Biserica se regăsește și în Lista Monumente Istorice din 1955 având codul 2072.
În preajma începutului de secol XIX, echipa de zugravi condusă de Manole și Constantin (Dinu) realizează mari ansambluri de pictură exterioară ce confirmă nu numai talentul unor artiști desăvârșit formați profesional, dar și un limbaj plastic cultivat, un stil și o iconografie impecabilă. Creația lor constituie produsul mecenatului luminat, profesat în mod constant de marii episcopi ai Râmnicului: Chesarie, Filaret și Nectarie. Cu mici reparații, biserica se află într-o bună stare de conservare.

## Imagini

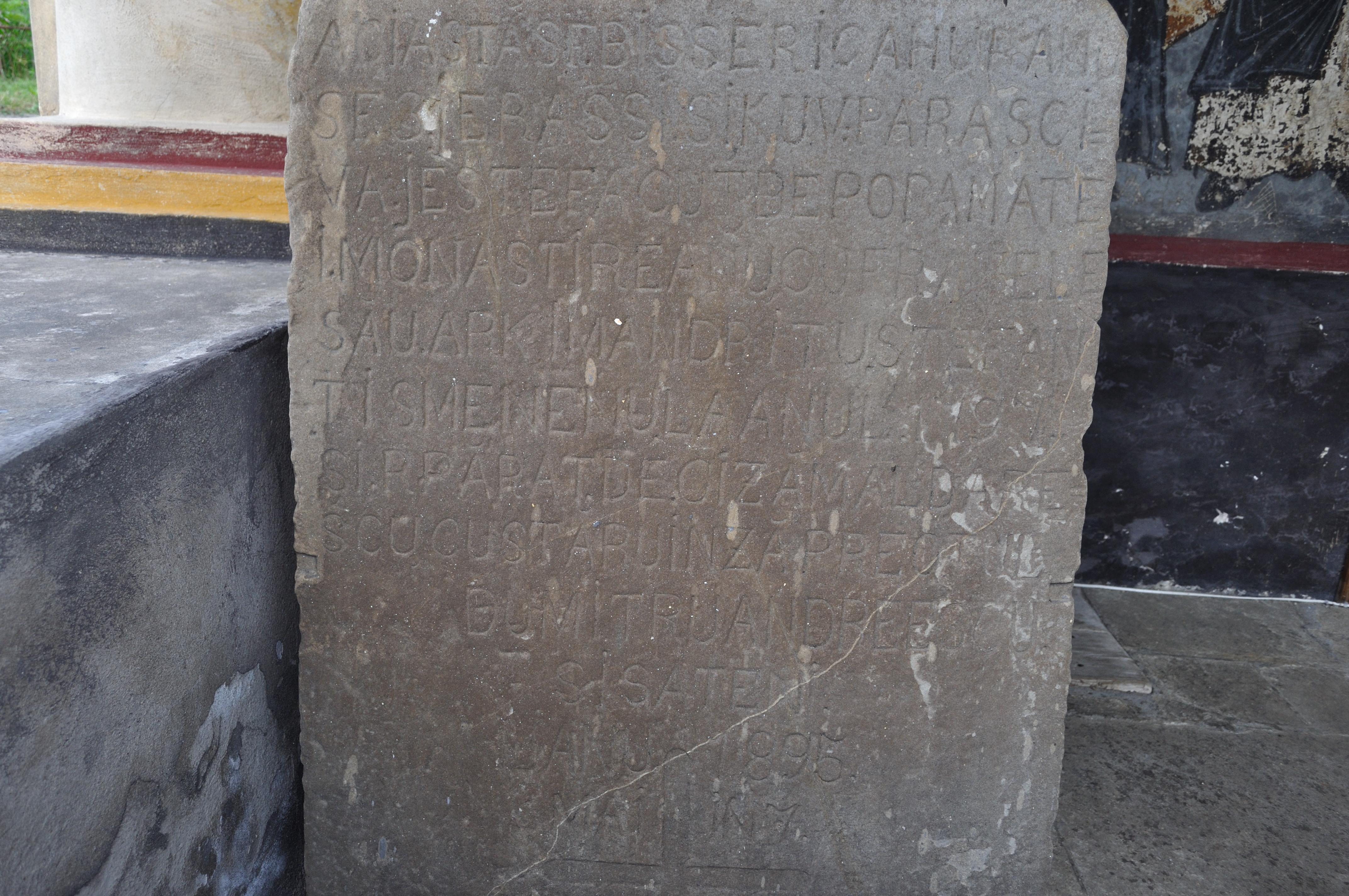
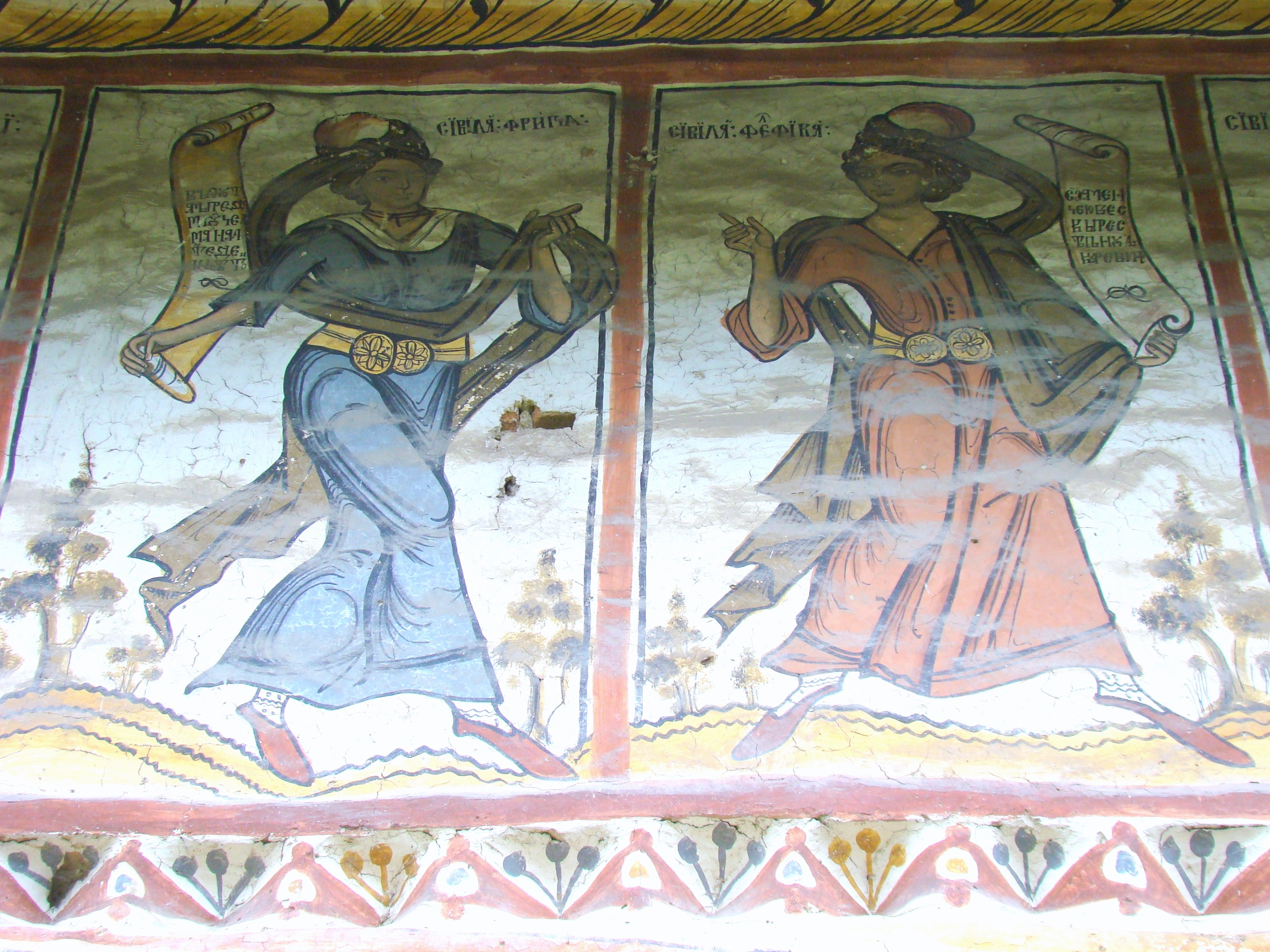
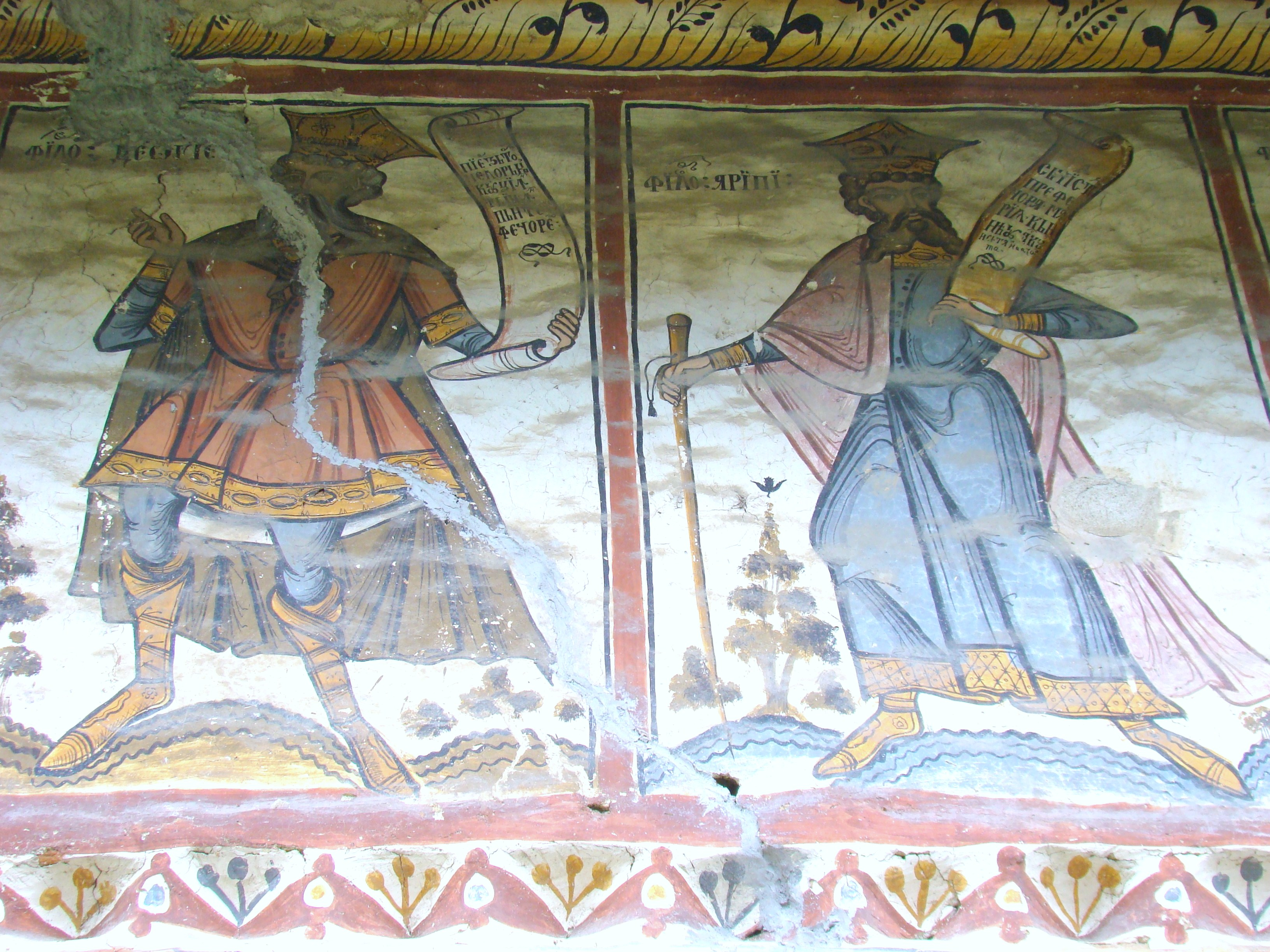
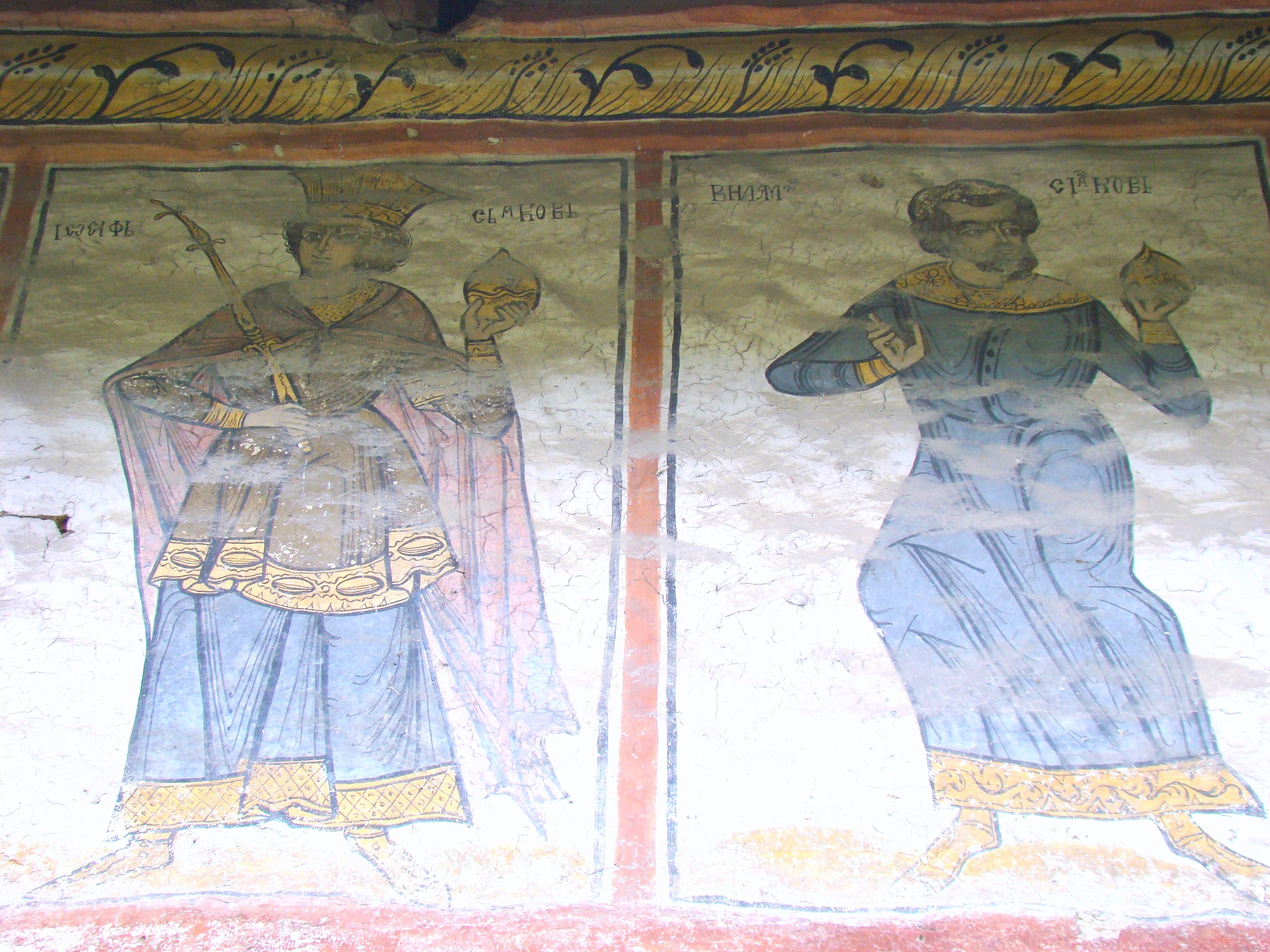
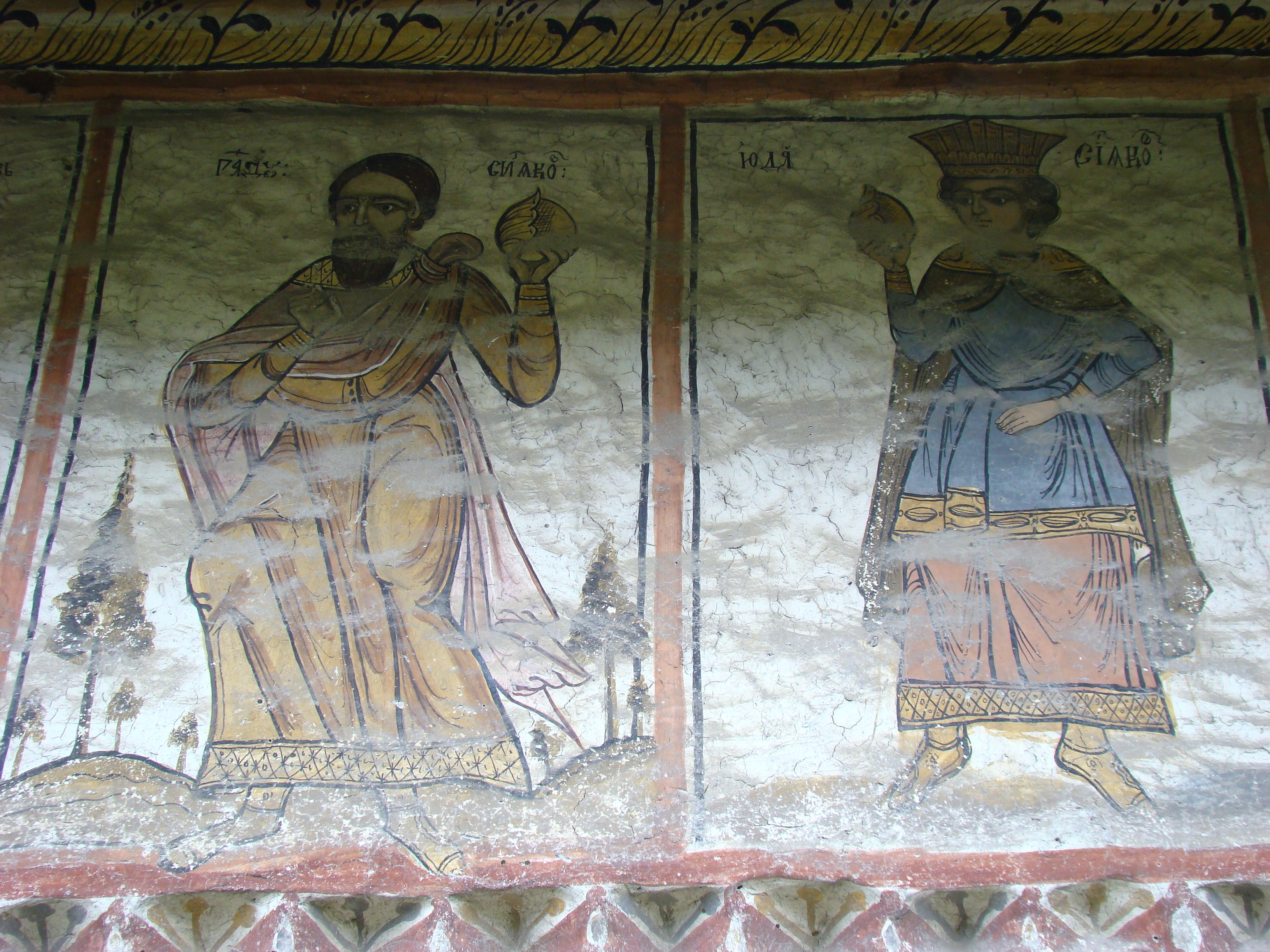
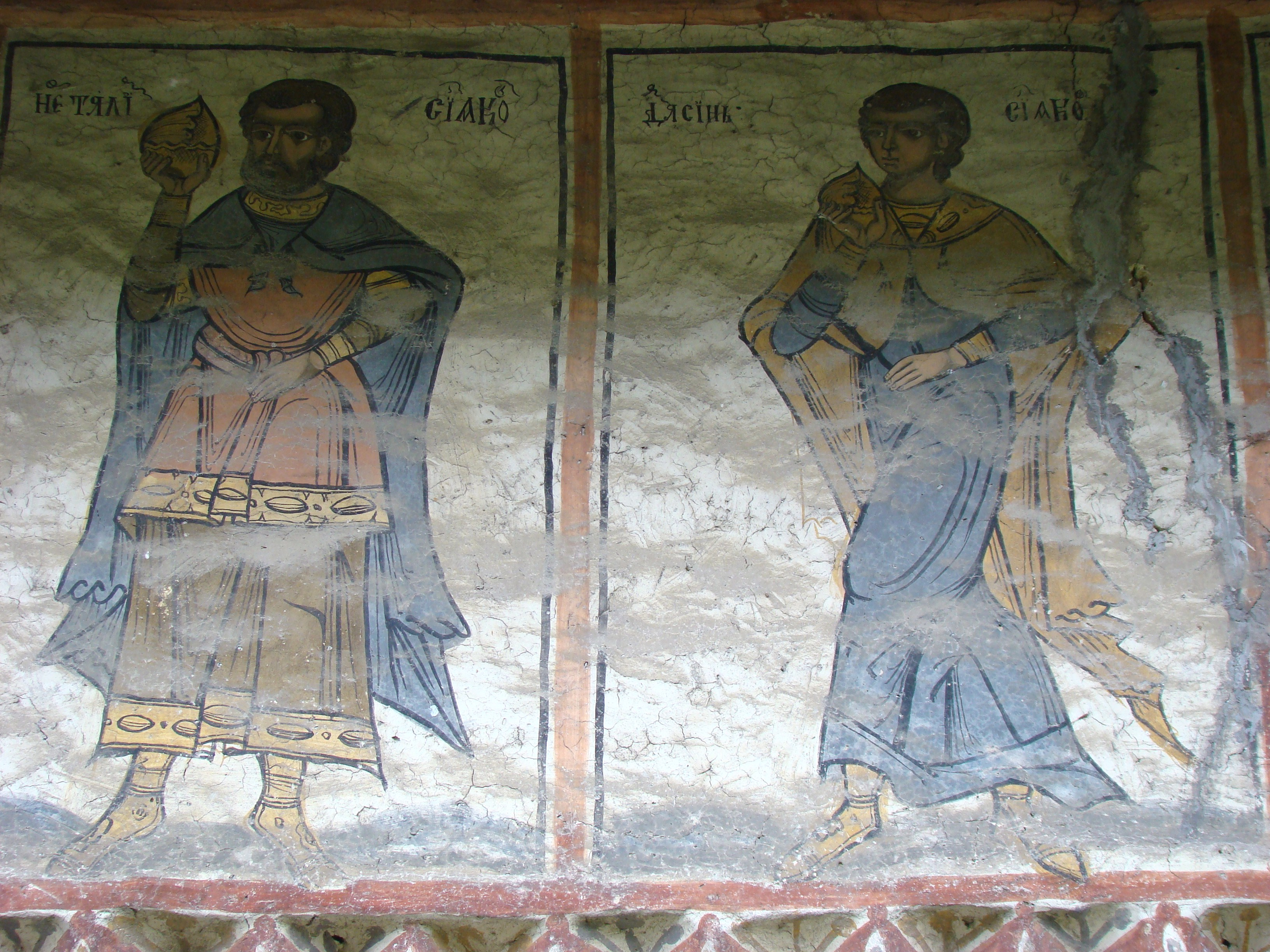
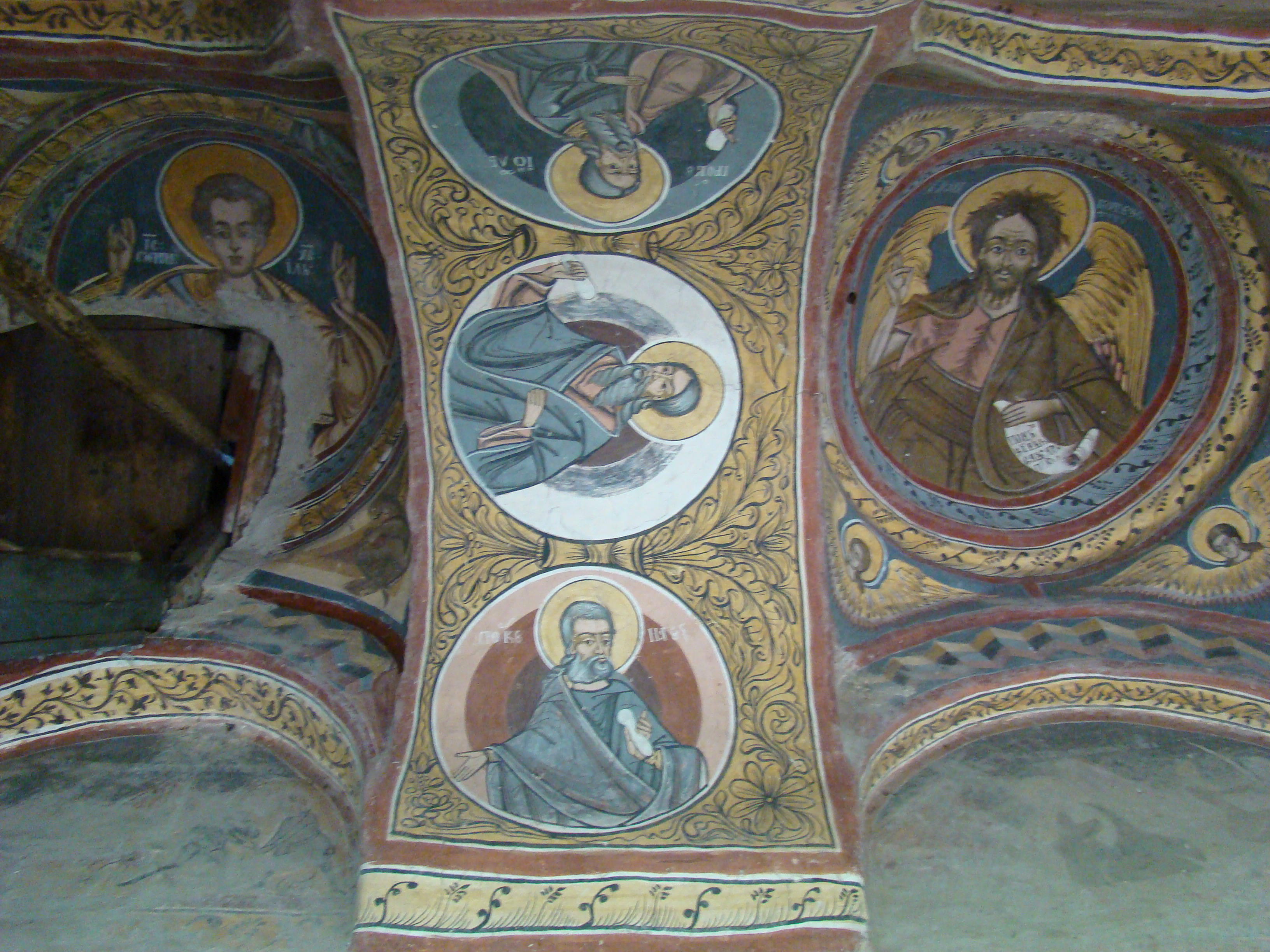
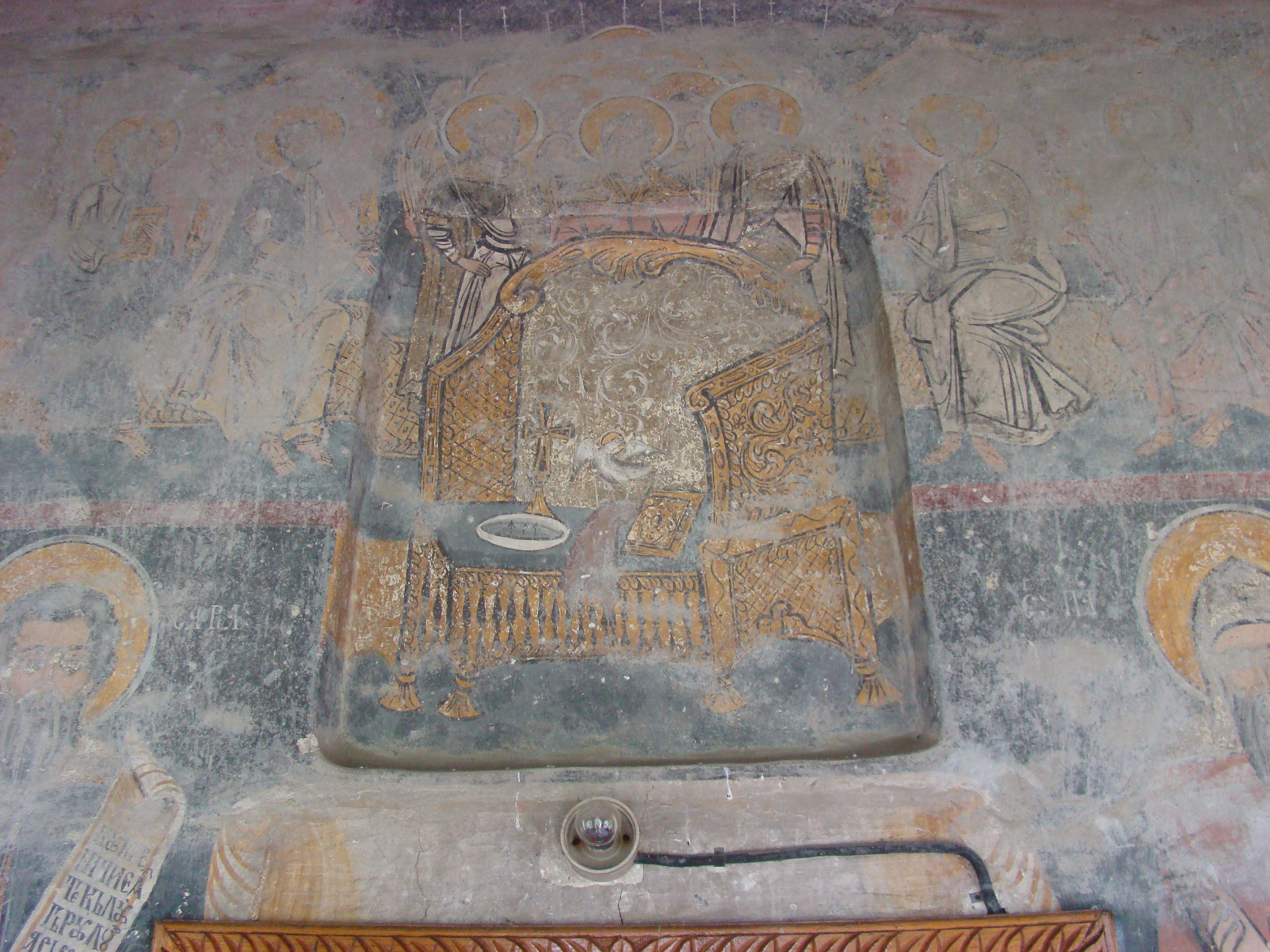
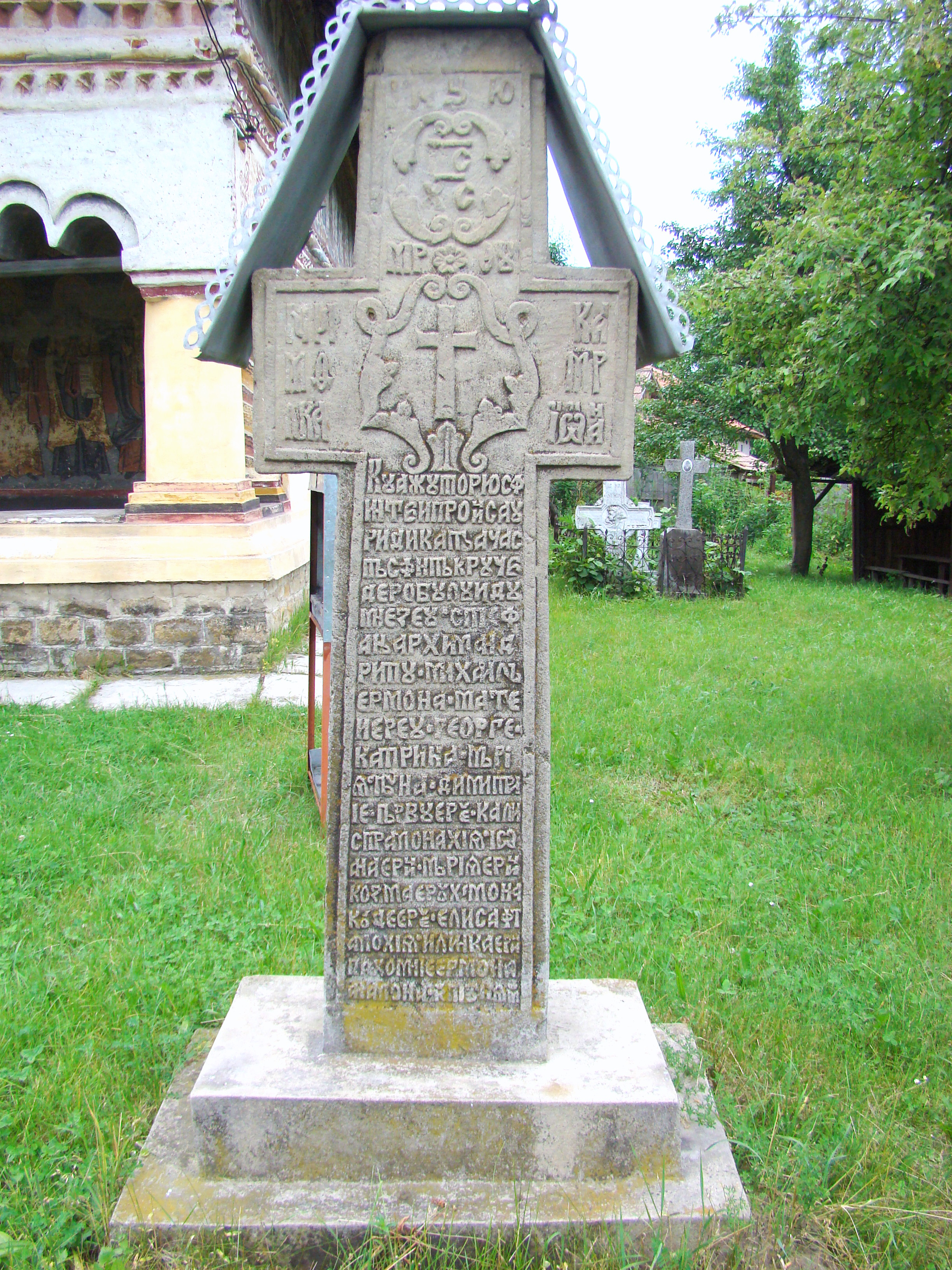
Crucea de piatră a bisericii aflată și ea în lista monumenntelor istorice sub codul LMI:   VL-IV-m-B-10026.